# Andrés Pérez de Lara
Andrés Pérez de Lara González (Ciudad de México, México; 2 de abril de 2005) es un piloto de automovilismo mexicano. Actualmente es miembro de la Escudería Telmex. Actualmente compite en la NASCAR México Series y en diferentes competencias de la ARCA Menards Series.

## Carrera

### Fórmula 4
En 2019, a la edad de catorce años, Pérez de Lara competiría en el Campeonato NACAM de Fórmula 4 junto a su hermano Pablo en Telcel RPL Racing. Continuaría ganando cuatro carreras, siendo el más joven en hacerlo, en camino al tercer lugar en el campeonato y los honores de novato del año.

### NASCAR
En 2020, Pérez de Lara correría en la Trucks Series México, donde ganaría el campeonato a la edad de quince años.
En 2021, Pérez de Lara correría la temporada completa en la NASCAR México Challenge Series luego de correr una carrera en el Autódromo de Querétaro el año anterior. Terminaría cuarto en los puntos ese año, terminando entre los cinco primeros en ocho carreras.
En 2022, Pérez de Lara regresaría a la serie, donde se convertiría en el ganador más joven del campeonato en el Autódromo de Querétaro a la edad de diecisiete años en camino a ganar el campeonato. También fue durante este año que Pérez de Lara fue elegido para el programa NASCAR Drive for Diversity, y también realizaría eventos selectos en ARCA Menards Series, ARCA Menards Series East y ARCA Menards Series West conduciendo para David Gilliland Racing.
El 13 de enero de 2023, se anunció que Pérez de Lara correría a tiempo completo en la ARCA Menards Series paraRev Racing en el Chevrolet n.º 2, reemplazando a Nick Sánchez, quien había ganado el campeonato el año anterior. Ingresó en la carrera de apertura de la temporada en el Daytona International Speedway en el Chevrolet n.º 01 para Fast Track Racing, pero fue retirado después de la práctica debido a restricciones de edad, aunque sería colocado en los resultados finales como "no partió" en 40.º lugar.

## Resumen de carrera
| Temporada | Categoría                      | Equipo                                  | Carreras     | Victorias    | Poles        | VR           | Podios       | Puntos       | Pos.         |
| --------- | ------------------------------ | --------------------------------------- | ------------ | ------------ | ------------ | ------------ | ------------ | ------------ | ------------ |
| 2019-20   | Campeonato NACAM de Fórmula 4  | Telcel RPL Racing                       | 20           | 4            | 1            | 1            | 8            | 252          | 3.º          |
| 2020      | Trucks Series México           | HO Speed Racing                         | 10           | 4            | 2            | 3            | 9            | 494          | 1.º          |
| 2020      | NASCAR México Challenge Series |                                         | 1            | 0            | 0            | 0            | 0            | 30           | 26.º         |
| 2021      | NASCAR PEAK México Series      | HO Speed Racing                         | 1            | 0            | 0            | 0            | 0            | 0            | NC           |
| 2021      | NASCAR México Challenge Series | HO Speed Racing                         | 12           | 0            | 1            | 0            | 3            | 234          | 4.º          |
| 2021      | Campeonato NACAM de Fórmula 4  | Telcel RPL Racing                       | 2            | 0            | 0            | 0            | 0            | 0            | NC           |
| 2022      | ARCA Menards Series            | David Gilliland Racing                  | 1            | 0            | 0            | 0            | 0            | 37           | 78.º         |
| 2022      | ARCA Menards Series East       | David Gilliland Racing                  | 1            | 0            | 0            | 0            | 0            | 37           | 42.º         |
| 2022      | ARCA Menards Series West       | David Gilliland Racing                  | 2            | 0            | 0            | 0            | 2            | 134          | 25.º         |
| 2022      | NASCAR México Challenge Series | Jimmy Morales / Escudería Telmex-Telcel | 5            | 2            | 1            | 1            | 4            | 146          | 1.º          |
| 2023      | NASCAR México Series           | Jimmy Morales / Escudería Telmex-Telcel | Disputándose | Disputándose | Disputándose | Disputándose | Disputándose | Disputándose | Disputándose |
| 2023      | ARCA Menards Series            | Fast Track Racing                       | Disputándose | Disputándose | Disputándose | Disputándose | Disputándose | Disputándose | Disputándose |
| 2023      | ARCA Menards Series            | Rev Racing                              | Disputándose | Disputándose | Disputándose | Disputándose | Disputándose | Disputándose | Disputándose |
| 2023      | ARCA Menards Series East       | Rev Racing                              | Disputándose | Disputándose | Disputándose | Disputándose | Disputándose | Disputándose | Disputándose |
| 2023      | ARCA Menards Series West       | Rev Racing                              | Disputándose | Disputándose | Disputándose | Disputándose | Disputándose | Disputándose | Disputándose |
| Fuente:   |                                |                                         |              |              |              |              |              |              |              |

## Resultados

### Campeonato NACAM de Fórmula 4
(Clave) (negrita indica pole position) (cursiva indica vuelta rápida)

| Año     | Equipo            | 1   | 1   | 2   | 2   | 2   | 3   | 3   | 3   | 4   | 4   | 4   | 5   | 5   | 5   | 6   | 6   | 6   | 7   | 7   | 7   | Pos. | Puntos |
| ------- | ----------------- | --- | --- | --- | --- | --- | --- | --- | --- | --- | --- | --- | --- | --- | --- | --- | --- | --- | --- | --- | --- | ---- | ------ |
| 2019-20 | Telcel RPL Racing | AHR | AHR | AGS | AGS | AGS | PUE | PUE | PUE | MER | MER | MER | QUE | QUE | QUE | QUE | QUE | QUE | MTY | MTY | MTY | 3.º  | 252    |
| 2019-20 | Telcel RPL Racing | 4   | 4   | 1   | 1   | 6   | 9   | 5   | 5   | 5   | 1   | 3   | 1   | Ret | 9   | 3   | 3   | 5   | 3   | 7   | 5   | 3.º  | 252    |

| Año  | Equipo            | 1   | 1   | 1   | 2   | 2   | 2   | 3   | 3   | 3   | 4   | Pos. | Puntos |
| ---- | ----------------- | --- | --- | --- | --- | --- | --- | --- | --- | --- | --- | ---- | ------ |
| 2021 | Telcel RPL Racing | MRS | MRS | MRS | MRS | MRS | MRS | PUE | PUE | PUE | AHR | NC   | 0      |
| 2021 | Telcel RPL Racing |     |     |     |     |     |     | 6   | DNS | DNS | Ret | NC   | 0      |

## Vida personal
Pérez de Lara es hermano de Pablo Pérez de Lara, quien también es piloto de carreras con quien compitió en la Fórmula 4. Su padre, Ricardo, es un ex campeón de la Super Copa Seat León en 2011-2013, la Ferrari Challenge North America en 2014, y los Tractocamiones Freightliner en 2015.